# Верден (Монтреал)
Верден (Монтреал) (фр. Verdun) је једна од 19 општина Монтреала. Општина је образована 1. јануара 2002.